# Čáp simbil
Čáp simbil (Ciconia abdimii) je jeden z nejmenších druhů čápů, který žije v Africe. Je tažným ptákem, který neodlétá před chladem, ale jeho každoroční pravidelné stěhování je navázáno na postup deště a tudíž na dostatek potravy.

## Výskyt
Je to trans-rovníkový migrant, který se sezónně stěhuje mezi severní a jižní části Afriky. V období května až srpna přebývá v širokých tropických oblastech na severní polokouli od Senegalu přes Mali, Burkinu Faso, Nigérii, Niger, Čad, Středoafrickou republiku, Súdán až po Etiopii kde také všude hnízdí a vyvádí mláďata, toto území se považuje za jeho domovské. Pak přelétává do rovníkových oblastí v Ugandě, Keni a Tanzanii ve středu a na východě Afriky kde stráví září a říjen. V listopadu se přesunuje směrem k jihu a až do února žije rozptýlen v malých skupinkách na rozlehlém prostoru na jihu afrického kontinentu v Zambií, Namibií, Zimbabwe, Mosambiku a Jihoafrické republice. Pak znovu odlétá severním směrem a březen i duben prožije na místech v rovníkových oblastech, kde byl cca před půl rokem. Následně pokračuje ve stěhování na sever a v květnu se rozlétává po svých hnízdištích v severních oblastech tropů, kde bude až do srpna. Protože jeho migrační trasy kopírují postup dešťů, v Africe se všeobecně věří, že jeho přílet signalizuje příchod dešťů.
Hlavním místem výskytu tohoto druhu čápa jsou otevřené travnaté pláně. Obvykle je ke spatření blízko vody, ale byl pozorován i na polosuchých nebo suchých místech včetně polopouští. Není plachý, navštěvuje i obdělávanou půdu a místa v blízkosti lidských obydlí. Je vítaným návštěvníkem, protože zbavuje pole nepříjemného hmyzu. Jeho specializací je totiž právě saranče stěhovavá, která ohrožuje úrodu.

## Popis
Nejmenší z čápů, bývá veliký jen 70 až 80 cm a váží 1 až 3 kg, rozpětí jeho křídel dosahuje 140 cm. Peří horní části těla je leskle černé, hlava má purpurový až zelený nádech, náprsenka a kostřec jsou bílé. Rovný silný zobák je šedozelený, tmavě hnědé oči jsou okroužené bíle. Dlouhé, štíhlé, narůžověle šedé nohy mají na běháku a chodidle kontrastní růžový pásek. Pohlavní dimorfismus se projevuje pouze větší váhou a velikosti samce. Mladí jedinci jsou hnědí s červeným zobákem. Při letu má krk natažen dopředu a nohy mu trčí dozadu za krátkým ocasem. Jeho zvukovým projevem je převážně jen klapání zobákem.
Je to společenský pták a jen zřídka je viděn ve skupinkách pod 10 jedinců, obvykle vytváří široce rozptýlené kolonie nepřesahujících 20 párů které společně odpočívaní a večer hřadují na stromech nebo skalách. Při migračních přeletech se sdružují do obrovských hejn čítajících i přes 10 000 jedinců, létají velmi vysoko a nevytváří pravidelné formace, dokážou využívat teplých vzdušných proudů k plachtění. Kromě přeletu nad pouští dělají každodenní zastávky ke krmení.

## Potrava
Čáp simbil se živí převážně větším hmyzem (saranče, kobylky, mnohonožky), které utíká před požárem. Dále pojídá drobné vodní živočichy (rybky, měkkýši, žáby, korýši), zřídka uloví menšího živočicha (myši, hraboši, ptáci), žere i mršiny. Při lovu potravy je hejno rozptýleno.

## Rozmnožování
Hnízdí na vysokých stromech nebo srázech, někdy v blízkosti mokřadů a jezírek, občas i na střechách domů. Přednostně využívají stará hnízda která případně opravují. Hnízdo je ploché a je sestaveno je z větví a vystláno trávou. Hnízdící kolonie čítají i několik tisíc jedinců, často ve společnosti jiných ptačích druhů nebo i rodů.
Hnízdní sezóna obvykle začíná v období dešťů, v květnu. Samci k hnízdu přilétají jako první a čekají na samice, které přilétnou později. Samice naklade 1 až 3 vejce, inkubace trvá 28 až 31 dnů. Při sezení na vejcích i zajišťování potravy pro mláďata se oba rodiče střídají. Mláďata se opeří po 50 až 60 dnech od vylíhnutí.
Čáp pohlavně dospívá ve 3 až 4 letech, v zajetí se dožívá až 20 roků. V přírodě nemá mnoho přirozených nepřátel, místními obyvateli není běžně loven.

## Chov v zoo
Čáp simbil je chován v necelých padesáti evropských zoo, nejvíce v Německu (16 zoo). V rámci Česka se jedná o tři zařízení:
- Zoo Dvůr Králové
- Zoo Hluboká
- Zoo Praha

### Chov v Zoo Praha
Čáp simbil byl v Zoo Praha chován prvně v 50. letech 20. století (1951–1953). Současný chov započal v roce 1996. První úspěšný odchov se podařil o osm let později, tedy v roce 2004. Do léta 2018 se podařilo odchovat 14 mláďat.
Ke konci roku 2017 bylo chováno deset jedinců, z toho 6 mláďat narozených v roce 2017. V roce 2018 bylo odchováno dalších 5 mláďat. Na konci roku 2018 tak bylo chováno 12 jedinců.
Tento druh je k vidění v průchozí africké voliéře expozičního celku Ptačí mokřady v dolní části zoo.